# Gibles
Gibles é uma comuna francesa na região administrativa de Borgonha-Franco-Condado, no departamento Saône-et-Loire. Estende-se por uma área de 19,48 km². Em 2010 a comuna tinha 607 habitantes (densidade: 31,2 hab./km²).